# Тренч, Дэвид
Дэвид Тренч (англ. David Trench; 2 июня 1915, Кветта, Британская Индия — 4 декабря 1988, Шиллингстоун, Дорсет) — государственный и военный деятель Великобритании.

## Биография

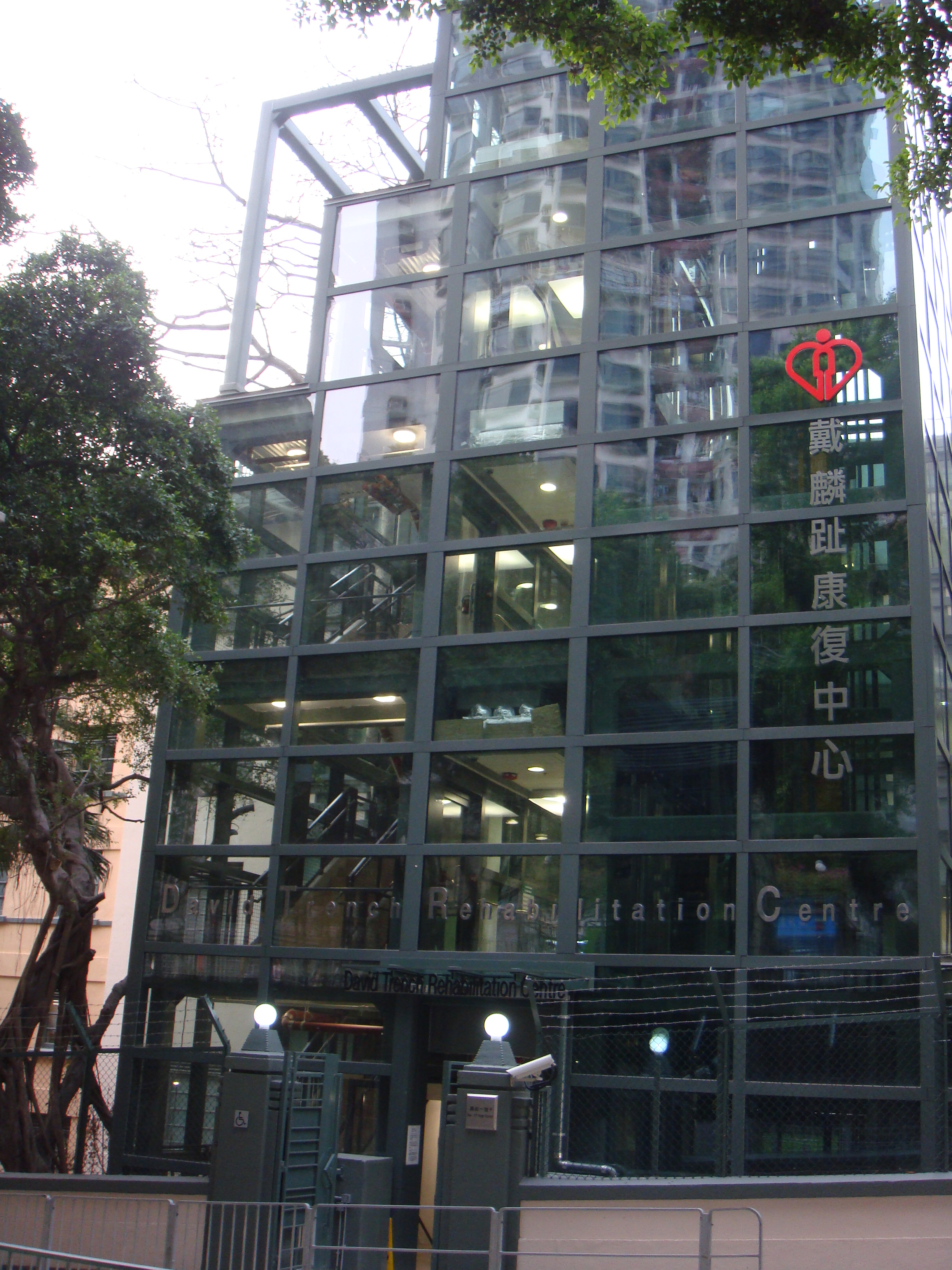
Реабилитационный центр имени Дэвида Тренча

Получил образование в школе в Тонбридже и окончил Джизус-колледж в Кембридже со степенью магистра искусств.
В 1938 году поступил на колониальную службу в звании кадета в Британские Соломоновы острова, а в 1941 году был откомандирован в Высокую комиссию Западной части Тихого океана. Также был зачислен в Королевский полк артиллерии. С 1939 по 1945 год участвовал во Второй мировой войне и с 1942 по 1946 год служил в Силах обороны Британского протектората Соломоновых Островов. В 1944 году был награжден Военным крестом и орденом «Легиона почёта». Затем был направлен на остров Малаита с приказом подавить правление Маасины, которое было направлено на обеспечение независимости Малаиты. В августе 1947 года был назначен секретарём по вопросам развития и по делам коренных народов, и его репрессии против Маасины продолжались.
Получил звание полковника-лейтенанта в 1947 году и учился в Командно-штабном колледже объединенных сил в Суиндоне в 1949 году.
В 1950 году стал помощником секретаря заместителя министра обороны Гонконга. В конечном итоге занимал должность заместителя финансового секретаря в 1956 году и комиссара по вопросам труда и шахт в 1957 году. В 1958 году учился в Имперском колледже обороны в Лондоне. C 1959 по 1960 год занимал должность заместителя министра по делам колоний Гонконга. С 1961 по 1964 год занимал должность губернатора Соломоновых Островов и Высокого комиссара Британских Западно-Тихоокеанских Территорий. Был губернатором Гонконга с 1964 по 1971 год.
Его губернаторство в Гонконге унаследовало от предшественника всё более процветающий город, а также многочисленные социальные проблемы, связанные с ним: нехватка воды, беженцы из материкового Китая и рост коррупции. После крупных беспорядков в 1966 и 1967 годах его администрация с опозданием провела некоторые социальные реформы, включая создание городских районных управлений в 1968 году в качестве связующего звена между правительством и общественностью, законодательство о восьмичасовом рабочем дне и шестидневной рабочей неделе в 1971 году, введение обязательного шестилетнего начального образования, также в 1971 году.

## Личная жизнь
Женился на Маргарет Гулд 18 августа 1944 года. У пары родилась дочь Кэтрин Элизабет (1956—2017). Дэвид Тренч относился к баронам Аштауна и один из его дальних родственников, Найджел Клайв Косби Тренч, также работал на дипломатической службе и унаследовал титул баронства Аштауна в 1990 году.
Дэвид Тренч умер 4 декабря 1988 года в возрасте 73 лет.